# Jonquières (Oise)
 Jonquières  es una población y comuna francesa, en la región de Picardía, departamento de Oise, en el distrito de Compiègne y cantón de Compiègne-Sud-Ouest.

## Demografía
| 343 | 327 | 335 | 477 | 512 | 527 |
| Para los censos de 1962 a 1999 la población legal corresponde a la población sin duplicidades (Fuente: INSEE [Consultar]) |     |     |     |     |     |